# Verrès
 Verrès  là một đô thị du val d'Aoste nước Ý. Đô thị này có diện tích 8 km², dân số 2658 người.

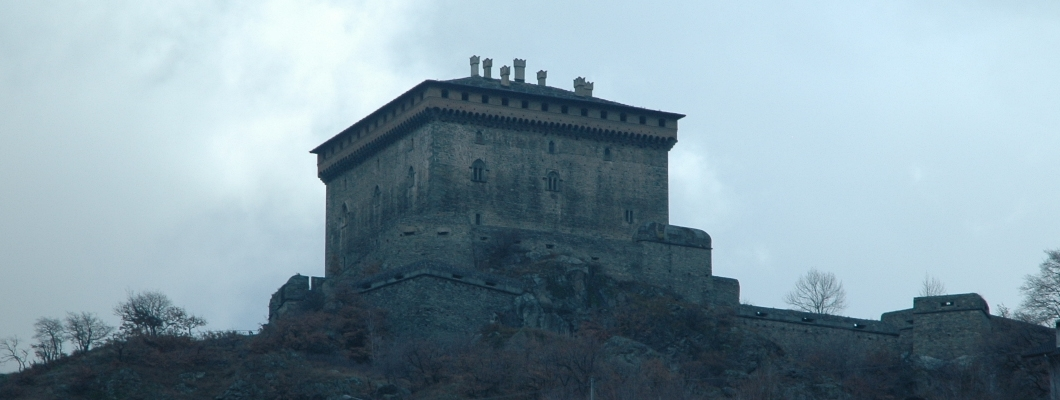
Le château vu de la place de l'Europe à Verrès

Đô thị này có làng trực thuộc: La Barmaz, Le Baracon, Bérat, Carogne, Casset, Champore, Chapine, Chavascon, Le Crest, Le Glair, Le Gramonier, Le Grange Neuve, La Murasse, La Nâche, Omeins, Piet, Polarey, Possuey, Praz-Ussel, Couassod, Roléchon, Riorte, Riverolaz, Rovarey, Sérémont, La Tour, Torille, Vert, Vianad, Vigne-Gard, Veusoz.
Đô thị này giáp các đô thị sau: Arnad, Challand-Saint-Victor, Champdepraz, Issogne, Montjovet.

## Biến động dân số
| Allein • Antey-Saint-André • Aoste • Arnad • Arvier • Avise • Ayas • Aymavilles • Bard • Bionaz • Brissogne • Brusson • Challand-Saint-Anselme • Challand-Saint-Victor • Chambave • Chamois • Champdepraz • Champorcher • Charvensod • Châtilon • Cogne • Courmayeur • Donnas • Doues • Emarèse • Etroubles • Fontainemore • Fénis • Gaby • Gignod • Gressan • Gressoney-La-Trinité • Gressoney-Saint-Jean • Hône • Introd • Issime • Issogne • Jovençan • La Magdeleine • La Salle • La Thuile • Lillianes • Montjovet • Morgex • Nus • Ollomont • Oyace • Perloz • Pollein • Pont-Saint-Martin • Pontboset • Pontey • Pré-Saint-Didier • Quart • Rhêmes-Notre-Dame • Rhêmes-Saint-Georges • Roisan • Saint-Christophe • Saint-Denis • Saint-Marcel • Saint-Nicolas • Saint-Oyen • Saint-Pierre • Saint-Rhémy-en-Bosses • Saint-Vincent • Sarre • Torgnon • Valgrisenche • Valpelline • Valsavarenche • Valtournenche • Verrayes • Verres • Villeneuve |